# Robustesse (évolution)
Pour les articles homonymes, voir robustesse.

Réseau de génotypes liés par des mutations. Chaque génotype est composé de 3 gènes : a, b et c. Chacun d'eux possède deux allèles possibles (lettre en majuscule ou minuscule). Les traits relient les différents phénotypes possibles par mutation. Le phénotype est indiqué par une couleur (blanc, gris ou noir). Les génotypes abc, Abc, aBc et abC reposent sur un réseau neutre car ils conduisent tous au même phénotype (noir). Le génotype abc est robuste car chaque mutation qui lui est individuellement appliquée conduit au même phénotype. Les autres génotypes sont moins robustes car les mutations en modifient le phénotype résultant (cas de ABc par exemple).

En biologie de l'évolution, la robustesse d'un système biologique (également appelée robustesse biologique ou génétique, robustness en anglais) correspond à la persistance d'une certaine caractéristique ou trait de ce système subissant des perturbations ou des conditions incertaines,. En biologie du développement, la robustesse est connue sous le nom de canalisation,. Selon le type de perturbation concerné, la robustesse peut être classifiée comme mutationnelle, environnementale, recombinatoire, comportementale, etc,,. La robustesse est obtenue par la combinaison de plusieurs mécanismes génétiques et moléculaires et peut évoluer aussi bien par sélection directe que par sélection indirecte. Plusieurs systèmes d'étude d'organismes modèles ont été développés afin d'étudier expérimentalement la robustesse et ses conséquences sur le plan de l'évolution.

## Classification

### Robustesse mutationnelle
La robustesse mutationnelle (également appelée tolérance aux mutations) décrit l'étendue jusqu'à laquelle le phénotype d'un organisme reste constant malgré une ou plusieurs mutations affectant son génotype. Cette robustesse peut être quantifiée empiriquement dans plusieurs génomes, et gènes individuels en induisant des mutations et en mesurant la proportion de mutants qui conservent le même phénotype, la même fonction ou la même valeur sélective. De façon plus générale, ce mécanisme est connu comme la distribution des effets sur la fitness due aux mutations (autrement dit, les fréquences des différentes valeurs sélectives des mutants). Les protéines étudiées jusqu'alors ont montré une tolérance aux mutations d'environ 66 % (autrement dit, deux tiers des mutations sont neutres).
Inversement, la robustesse mutationnelle mesurée chez les organismes varie largement d'une espèce à l'autre. Par exemple, plus de 95 % des mutations ponctuelles chez C. elegans n'ont aucun effet détectable, et jusqu'à 90 % des knockouts de gènes individuels chez E. coli ne sont pas létaux. Cependant, les virus tolèrent seulement 20 à 40 % de mutations et sont de fait plus sensibles à la mutagénèse.

### Robustesse environnementale
Dans des environnements qui changent, l'adaptation parfaite à une condition peut survenir aux dépens de l'adaptation à une autre. En conséquence, la pression de sélection totale d'un organisme donné correspond à la sélection moyenne sur tous les environnements possibles pondérée par le pourcentage de temps passé dans l'environnement considéré. Un environnement variable peut ainsi sélectionner une robustesse environnementale dans laquelle les organismes peuvent prospérer dans une large gamme de conditions avec seulement un léger changement dans le phénotype ou la valeur sélective. Certains organismes montrent des adaptations permettant de tolérer des changements conséquents dans la température, la disponibilité en eau, la salinité ou la disponibilité en nourriture. Les plantes en particulier sont incapables de se déplacer lorsque l'environnement change et possèdent ainsi, pour compenser, divers mécanismes leur permettant d'obtenir une certaine robustesse environnementale. De façon similaire, on peut retrouver cela chez des protéines possédant une tolérance à une large gamme de solvants, de concentrations ioniques ou de températures.

## Causes génétiques et moléculaires

Cœur d'un réseau métabolique eucaryotique. Les cercles représentent les métabolites et les traits représentent des réactions catalysées par des enzymes. Beaucoup de métabolites peuvent être produits à partir de plus d'un chemin, ainsi l'organisme est robuste face à la perte de quelques enzymes métaboliques.

Bien que les génomes mutent à cause de facteurs environnementaux et d'imperfections de réplication, ils montrent néanmoins une tolérance remarquable à ces mutations. Cela provient de la robustesse à la fois au niveau du génome et du protéome.

### Robustesse mutationnelle au niveau de l'organisme
Il existe de nombreux mécanismes conférant une robustesse à un génome. Par exemple, la redondance génétique réduit l'effet des mutations dans n'importe quelle copie d'un gène multi-copies. De plus, le flux au sein d'une voie métabolique est typiquement limité seulement par quelques-unes des étapes qui le constituent, ce qui signifie que des changements dans la fonction de la plupart des enzymes n'ont qu'un faible effet sur la valeur sélective,. De façon analogue, les réseaux métaboliques possèdent de multiples voies alternatives pour produire la plupart de leurs métabolites essentiels.

### Robustesse mutationnelle au niveau protéique
La tolérance d'une mutation au niveau d'une protéine est le résultat de deux caractéristiques principales : la structure du code génétique et la robustesse structurelle de cette protéine,. Les protéines résistent à la plupart des mutations parce que la plupart de leurs séquences peuvent se replier pour obtenir des conformations structurelles fortement similaires. Une protéine adopte un ensemble limité de conformations de base parce que ces formes possèdent une énergie plus faible qu'à l'état déplié ou semi-replié (voir les ΔG de repliement),. Cela est accompli par un réseau interne décentralisé d'interactions coopératives (hydrophobes, polaires et covalentes). La robustesse structurelle protéique résulte de quelques mutations individuelles qui sont suffisamment perturbatrices pour compromettre la fonction de la protéine. Les protéines ont également évolué afin d'éviter l'agrégation, qui correspond au fait que les protéines partiellement repliées peuvent se combiner entre elles pour former des masses et des amyloïdes de grande taille, répétées et insolubles. Il existe des preuves montrant que les protéines présentent des caractéristiques de conception négatives afin de réduire l'exposition aux motifs en feuillets bêta qui favorisent l'agrégation au sein de leurs structures. De plus, des preuves complémentaires montrent que le code génétique en lui-même peut être optimisé de telle façon que la majorité des mutations ponctuelles résultent en des acides aminés similaires (conservatifs),. Ces facteurs pris ensemble créent une distribution des effets sur la fitness due aux mutations, qui contiennent une forte proportion de mutations neutres et quasi-neutres.

## Conséquences sur le plan de l'évolution

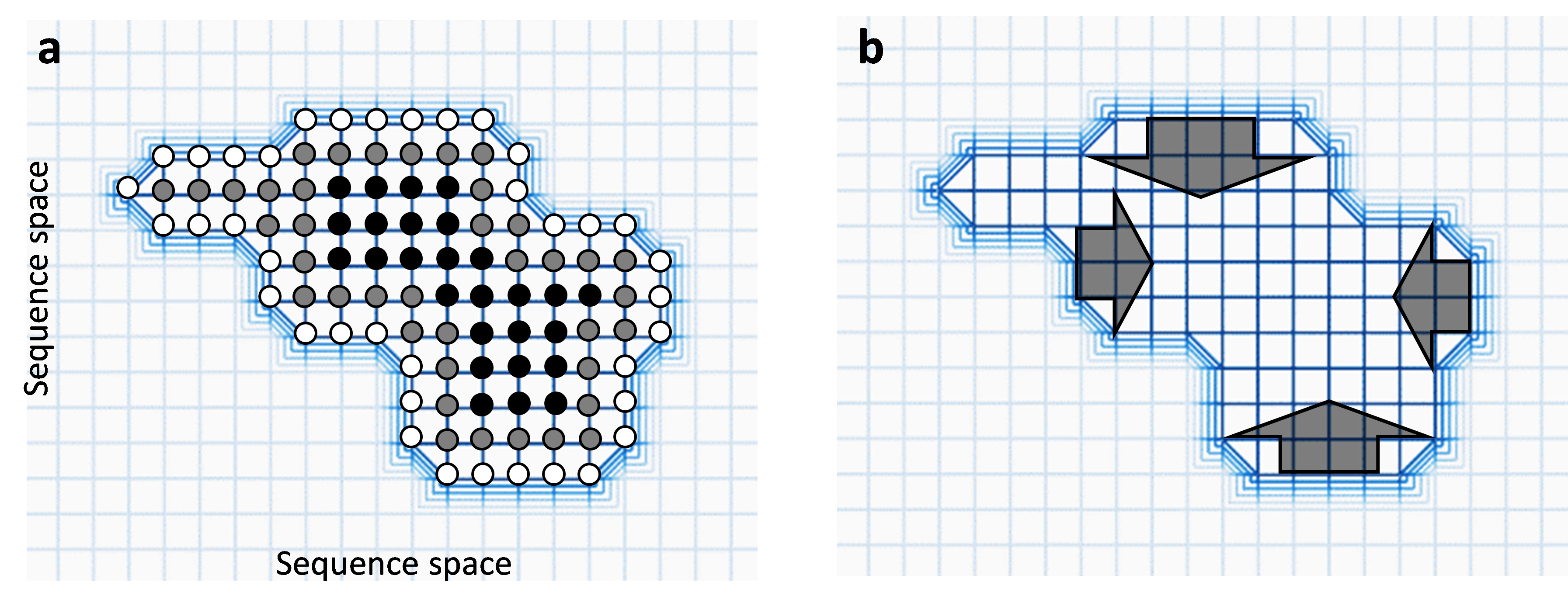
Chaque cercle représente un variant d'un gène fonctionnel et les lignes représentent des mutations ponctuelles entre eux. Les régions claires de la grille possèdent une fitness faible, et les régions plus sombres possèdent une fitness forte. (a) Les cercles blancs ont peu de voisins neutres, les noirs en ont beaucoup. Les régions claires de la grille ne contiennent pas de cercles car ces séquences ont une fitness faible. (b) Au sein d'un réseau neutre, on prédit que la population va évoluer vers le centre et loin des "falaises de fitness" (flèches noires).

Comme les organismes sont constamment exposés aux perturbations génétiques et non génétiques, la robustesse est importante pour assurer la stabilité des phénotypes. De plus, sous l'équilibre de sélection de mutations, la robustesse mutationnelle peut permettre à une variation génétique cryptique de s'accumuler dans une population. Alors que ces différences génétiques sont phénotypiquement neutres dans un environnement stable, elles peuvent se révéler conférer des différences dans un environnement changeant (notion de capacité évolutive), permettant ainsi l'expression d'un plus grand nombre de phénotypes héritables dans des populations exposées à un environnement variable.
Le fait d'être robuste peut également être favorisé aux dépens de la valeur sélective totale dans une stratégie évolutivement stable (également appelée "survie du plus plat"). Un pic fort mais étroit du paysage adaptatif confère une valeur sélective forte mais une robustesse moindre car la plupart des mutations conduisent à une perte massive de valeur sélective. De forts taux de mutations peuvent favoriser une population avec des pics de fitness moins hauts mais plus larges. Des systèmes biologiques plus essentiels (organes ou tissus par exemple) peuvent aussi avoir une meilleure sélection de robustesse car les réductions de fonction sont plus dommageables pour la fitness. On suppose que la robustesse mutationnelle est un moteur de la formation théorique des quasi-espèces virales.

### Robustesse mutationnelle émergente
La sélection naturelle peut directement ou indirectement inactiver la robustesse. Lorsque les taux de mutations sont forts et que les tailles des populations sont importantes, on prédit que ces dernières auront tendance à aller vers les parties plus densément connectées au sein d'un réseau neutre car les variants moins robustes auront moins de descendants mutants qui survivront. Les conditions selon lesquelles la sélection peut directement augmenter la robustesse mutationnelle dans ce sens sont restreintes, et donc on pense qu'une telle sélection est limitée à quelques virus et microbes ayant de grandes tailles de populations et de forts taux de mutations. Une robustesse émergente de ce type a été observée dans l'évolution expérimentale du cytochrome P450 et de la β-lactamase. Inversement, la robustesse mutationnelle peut évoluer comme un sous-produit de la sélection naturelle de la robustesse face aux perturbations environnementales,,,,.

### Robustesse et évolvabilité
On a supposé que la robustesse mutationnelle avait un impact négatif sur l'évolvabilité parce qu'elle réduit l'accessibilité mutationnelle de phénotypes héritables distincts liés à un même génotype, et qu'elle réduit les différences sélectives au sein d'une population génétiquement diversifiée. De façon contre-intuitive cependant, les chercheurs ont supposé que la robustesse phénotypique face aux mutations pourrait en réalité augmenter le rythme d'adaptation phénotypique héritable lorsque l'on se place sur de longues échelles de temps,,,.
L'une des hypothèses expliquant la façon dont la robustesse favorise l'évolutivité dans les populations asexuées propose que les réseaux connectés de génotypes neutres pour la fitness résultent en une robustesse mutationnelle qui réduit l'accessibilité à de nouveaux phénotypes héritables sur de courtes échelles de temps. Sur de longues échelles de temps, les mutations neutres et la dérive génétique poussent la population à se disperser sur un plus grand réseau neutre dans l'espace génotypique. Cette diversité génétique donne à la population un accès à un plus grand nombre de phénotypes héritables distincts qui peuvent être obtenus à partir de différents points du réseau neutre,,,,,,. Cependant, ce mécanisme peut être limité aux phénotypes dépendants d'un seul locus ; pour les caractères polygéniques, la diversité génétique dans les populations asexuées n'augmente pas l'évolvabilité de façon significative.
Dans le cas des protéines, la robustesse favorise l'évolvabilité sous la forme d'un excès d'énergie libre de repliement des protéines. Comme la plupart des mutations réduisent la stabilité, un excès de cette énergie libre permet de tolérer des mutations qui sont bénéfiques pour l'activité de la protéine mais déstabiliseraient autrement la protéine.
Dans les populations sexuées, la robustesse conduit à l'accumulation de variations génétiques cryptiques à fort potentiel évolutif,.
L'évolvabilité peut être forte lorsque la robustesse est réversible, avec une capacité évolutive (stockage et relargage de variations) permettant de passer d'une robustesse forte dans la majorité des cas à une robustesse plus faible dans des situations de stress.

## Méthodes et systèmes modèles
Plusieurs systèmes ont été utilisés pour étudier la robustesse. Des modèles in silico ont été utilisés pour modéliser la structure secondaire de l'ARN, les treillis protéiques, ou encore les réseaux géniques de Wagner. Dans les systèmes expérimentaux pour gènes individuels, les chercheurs ont utilisé l'activité enzymatique du cytochrome P450, la β-lactamase, l'ARN polymérase et les répresseurs de l'opéron lac. La robustesse à l'échelle de l'organisme entier a été étudiée au niveau de la fitness des virus à ARN, de la chimiotaxie bactérienne, de la fitness chez la drosophile, des réseaux de polarité des segments, des réseaux neurogéniques et du gradient protéique des BMPs, de la fitness chez C. elegans et du développement vulval, et de l'horloge circadienne chez les mammifères.